# Ferdinando Reggiori
Ferdinando Reggiori (Milano, 4 luglio 1898 – Milano, 1976) è stato un architetto, archeologo e restauratore italiano.

## Biografia
Nato a Milano da famiglia agiata, frequentò il Regio Liceo Ginnasio Alessandro Manzoni e quindi, dal 1916, la Facoltà di Architettura presso il Regio Istituto Tecnico Superiore, dove fu allievo di Ugo Monneret de Villard.
Conclusi gli studi nel 1922, divenne assistente di Monneret, con il quale partecipò a ricerche storiche presso la basilica di Sant'Ambrogio a Milano, e poi presso i templi di Assuan in Egitto.
Reggiori entrò a far parte del gruppo degli architetti novecentisti, capitanato da Giovanni Muzio; le sue competenze in ambito storico gli fecero guadagnare presto una posizione di primo piano.
Per conto della sovrintendenza milanese diresse i lavori di restauro di molti monumenti cittadini, fra cui si ricorda soprattutto la basilica di Sant'Ambrogio. Nel 1949 progettò il nuovo ponte Coperto di Pavia. Fu membro della Società Storica Lombarda e nel dopoguerra presidente del Touring Club Italiano.
Fu autore di un centinaio di scritti di architettura e di storia dell'architettura, comprese alcune importanti monografie, come La basilica ambrosiana. Ricerche e restauri 1929-1940 (Milano, U. Hoepli, 1941) e Milano 1800-1943. Itinerario urbanistico-edilizio (Milano, Edizioni del milione, 1947), che costituisce ancor oggi un'opera fondamentale per comprendere lo sviluppo del capoluogo lombardo. Pubblicò anche opere di divulgazione, tra cui, in collaborazione con Fausto Franco, Le meraviglie del passato (in 4 volumi, Milano, Mondadori, 1928-30; poi riedite in 3 volumi, Milano Mondadori, 1958).
Morì a Milano nel 1976. Riposa al Cimitero Monumentale di Milano.